# Mas Llorà Petit
El Mas Llorà Petit és una obra de Rupià (Baix Empordà) protegida com a Bé Cultural d'Interès Local.

## Descripció
Mas de planta rectangular amb carener perpendicular a la façana i coberta a dues aigües, al cos principal. La volumetria de mas és de planta baixa i pis, amb uns cossos annexes de planta baixa. Actualment té les façanes sense arrebossar, la pedra queda al descobert en les llindes i muntants de les obertures. Exteriorment es distingeix una important rehabilitació de les façanes del cos principal. Hi ha una sèrie de construccions aïllades: un cobert de fusta per emmagatzemar eines del jardí i un porxo amb barbacoa. Aquest edifici podria ser anterior al segle xix.